# Laginia
Laginia là một chi bướm đêm thuộc họ Geometridae.